# Archivo notarial
Un archivo notarial es un archivo centralizado donde regularmente son depositados los documentos que se generan en una notaría, para evitar su destrucción y mantener su conservación.

## Archivos notariales por países

### Bolivia
En la República de Bolivia, de acuerdo al art.1 de la Ley de Notariado de 5 de marzo de 1858 (todavía vigente), el Notario es un funcionario público que autoriza los actos y contratos de las partes; (cuando estas se lo piden), a esta autorización fedataria se llama protocolización o registro en archivo notarial que consta de:
1. Un libro de minutas y demás documentos -pago de impuestos, poderes, anexos, addenda- (colección minutaria) y cuenta con un libro índice.
2. Un libro de escrituras o protocolo, que en el campo del deber ser es la transcripción del contenido del libro minutario y la agregación de las cláusulas de seguridad y estilo(generalmente son):
3. Nombre y título del documento, y
4. Conclusión.

El art. 19 de la citada ley del notariado dispone que la escritura que queda en archivo notarial, llamada protocolo debe estar firmada por dos testigos, llamados instrumentales o del acto, generalmente vecinos de la ciudad dónde residen los actuantes y/o el notario. A estos archivos se llaman en Bolivia archivo notarial. La disciplina jurídica que estudia este tema es el Derecho Notarial impartido en las universidades de La Paz Bolivia, asimismo, se imparten varios diplomados en diversas Universidades.

### España
En España los archivos notariales se conocen como Archivos de protocolos, puesto que la colección cronológica de los originales de instrumentos públicos autorizados en un año, numerados correlativamente, se denomina protocolo. En general, y según la antigüedad de los documentos que contienen, los archivos de protocolos son a su vez de la Notaría, del Distrito o Históricos.
El archivo ordinario de protocolos, conocido como «Archivo de la Notaría» se custodia en la Notaría a la que pertenece (o pertenecía) el notario autorizante (cuando se firmó) durante veinticinco años; a partir de esa antigüedad pasan a un archivo notarial conocido como «Archivo de Distrito» hasta que cumplen cien años, archivo éste que en ocasiones coincide con el de la misma Notaría si es cabeza de Distrito; y, finalmente, al pasar del siglo, a un archivo conocido como «Histórico», siempre bajo la supervisión de notarios archiveros, nombrados por el respectivo Colegio Notarial y con cargos publicados en boletines oficiales. Especialmente los archivos de protocolos históricos, que suelen abarcar varios siglos, contienen una gran cantidad de datos de importancia sobre la actividad, economía, costumbres y evolución de una zona concreta a lo largo del tiempo, por lo que despiertan un interés notable en investigadores e historiadores.
La ubicación física de los archivos no es fija, sobre todo la del Histórico, si bien el de la Notaría (hasta veinticinco años) siempre estará dentro de una. En general sus ubicaciones dependerán del lugar donde estuviera la notaría del protocolo originario, y la obtención de nuevas copias será más o menos rápida según el archivo al que haya que acudir. En cualquier notaría de una zona relacionada pueden informar de ese tema.
Para localizar documentos notariales antiguos hay que tener en cuenta que el lugar donde fue firmado el documento NO tiene porqué corresponder siempre al lugar donde la matriz se guarda en su protocolo, aunque normalmente sí sea así, pero hay supuestos en los que no, bien porque el lugar no tenga demarcada notaría o bien porque la notaría donde se firmó estuviera vacante o se hubiera autorizado por sustitución del titular, caso en el que el notario autorizante lo habrá expresado en el encabezamiento. En caso de duda, todos los instrumentos notariales especifican al principio, en la parte conocida como encabezamiento, además del número de protocolo, naturaleza del documento, lugar, fecha y nombre del notario que autoriza, si lo hace en sustitución de un compañero o de una notaría vacante, y, en todo caso, el nombre de la notaría donde la matriz se guardará.
Actualmente, la página web del notariado español ofrece un “localizador de protocolos” que facilita la tarea de localizar una escritura, indicando la notaría o el archivo donde esa matriz se encuentra, así como los datos de contacto para obtener nuevas copias.